# سوتلانا مدودوا
سوتلانا ولادیمیرونا مدودوا (روسی: Светла́на Влади́мировна Медве́дева؛ زادهٔ ۱۵ مارس ۱۹۶۵)  یک اقتصاددان روسی است که از سال ۲۰۰۸ تا ۲۰۱۲ بانوی اول روسیه به عنوان همسر رئیس جمهور وقت و نخست وزیر سابق دیمیتری مدودف بود.

## وضعیت خانوادگی
سوتلانا با دیمیتری مدودف در تاریخ ۲۴ دسامبر ۱۹۹۳ ازدواج کرد. پسر آنها، الی، در تاریخ ۳ اوت ۱۹۹۵ متولد شد.